# باوند بروک جنوبی، نیوجرسی
باوند بروک جنوبی (به انگلیسی: South Bound Brook) شهری در ایالت نیوجرسی کشور ایالات متحده آمریکا است که جمعیت آن در سرشماری سال ۲۰۱۰ میلادی، ۴٬۵۶۳ نفر بوده‌است.